# Saint-May
Pour les articles homonymes, voir May.
Saint-May est une commune française située dans le département de la Drôme en région Auvergne-Rhône-Alpes.

## Géographie

### Localisation
Située au nord-ouest de Nyons, dans la partie méridionale du département de la Drôme, la commune de Saint-May est rattachée à la communauté de communes des Baronnies en Drôme Provençale.

### Relief et géologie
sites particuliers
- Les gorges de l'Eygues[1], d'une longueur d'environ 8 km, forment un étroit défilé où il n'y a de place que pour l'Eygues et la route nationale. Elles sont bordées de rochers à pic d'où dévalent au printemps, de nombreux ruisseaux en cascades[réf. nécessaire].
- Le Trou du bœuf (dans le rocher) avec cascades[1].
- L'Abîme, rocher (1891)[2].

### Climat
Pour des articles plus généraux, voir Climat d'Auvergne-Rhône-Alpes et Climat de la Drôme.
En 2010, le climat de la commune est de type climat méditerranéen altéré, selon une étude du Centre national de la recherche scientifique s'appuyant sur une série de données couvrant la période 1971-2000. En 2020, Météo-France publie une typologie des climats de la France métropolitaine dans laquelle la commune est exposée à un climat de montagne ou de marges de montagne et est dans la région climatique  Alpes du sud, caractérisée par une pluviométrie annuelle de 850 à 1 000 mm, minimale en été. 
Pour la période 1971-2000, la température annuelle moyenne est de 12 °C, avec une amplitude thermique annuelle de 17 °C. Le cumul annuel moyen de précipitations est de 954 mm, avec 7,6 jours de précipitations en janvier et 4,6 jours en juillet. Pour la période 1991-2020, la température moyenne annuelle observée sur la station météorologique de Météo-France la plus proche, « Remuzat », sur la commune de Rémuzat à 3 km à vol d'oiseau, est de 11,9 °C et le cumul annuel moyen de précipitations est de 889,2 mm,. Pour l'avenir, les paramètres climatiques de la commune estimés pour 2050 selon différents scénarios d'émission de gaz à effet de serre sont consultables sur un site dédié publié par Météo-France en novembre 2022.

## Urbanisme

### Typologie
Au 1er janvier 2024, Saint-May est catégorisée commune rurale à habitat très dispersé, selon la nouvelle grille communale de densité à 7 niveaux définie par l'Insee en 2022.
Elle est située hors unité urbaine et hors attraction des villes,.

### Occupation des sols
L'occupation des sols de la commune, telle qu'elle ressort de la base de données européenne d’occupation biophysique des sols Corine Land Cover (CLC), est marquée par l'importance des forêts et milieux semi-naturels (88,6 % en 2018), une proportion sensiblement équivalente à celle de 1990 (89 %). La répartition détaillée en 2018 est la suivante : 
milieux à végétation arbustive et/ou herbacée (64,6 %), forêts (24,1 %), zones agricoles hétérogènes (11,4 %). L'évolution de l’occupation des sols de la commune et de ses infrastructures peut être observée sur les différentes représentations cartographiques du territoire : la carte de Cassini (XVIIIe siècle), la carte d'état-major (1820-1866) et les cartes ou photos aériennes de l'IGN pour la période actuelle (1950 à aujourd'hui).

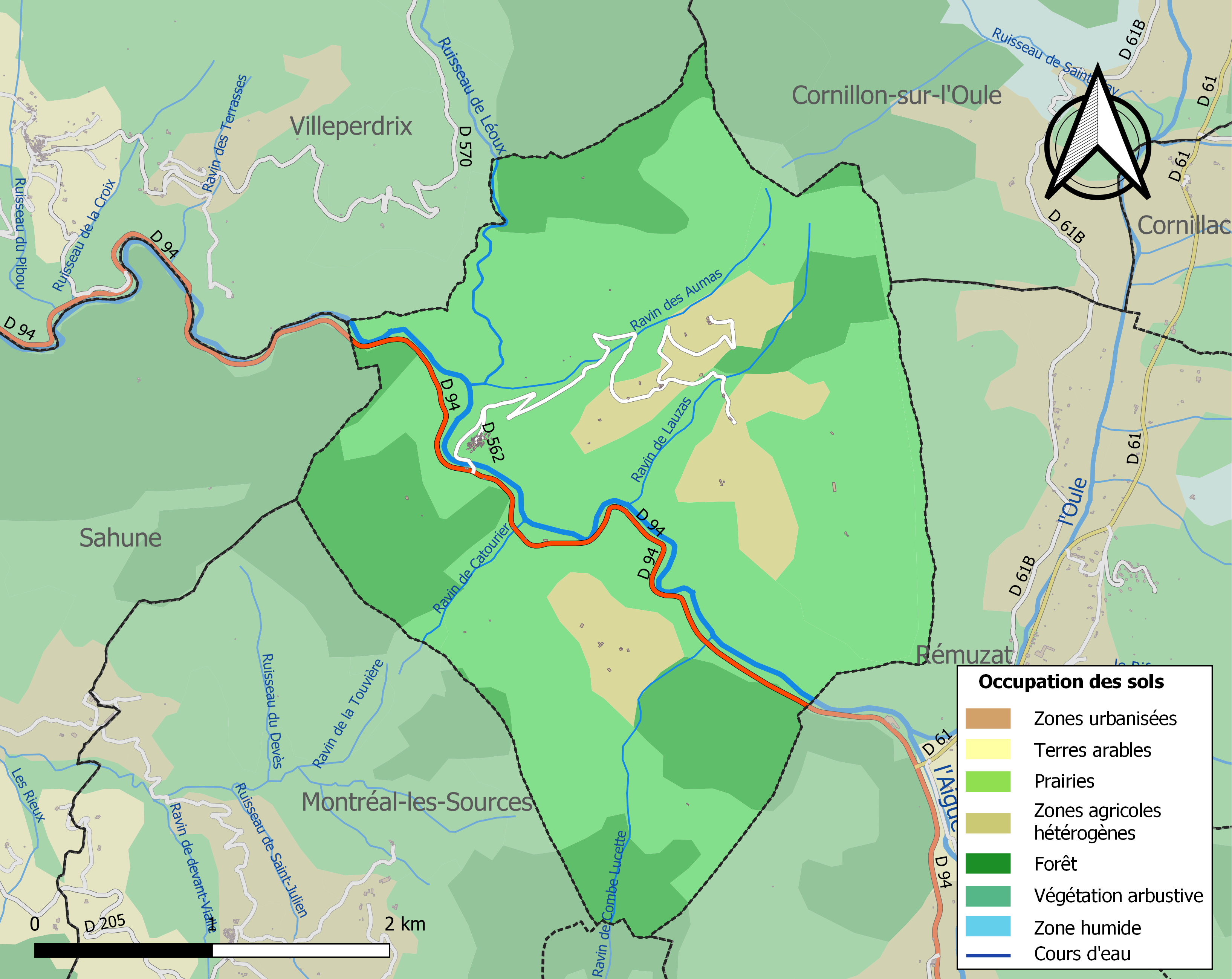
Carte des infrastructures et de l'occupation des sols de la commune en 2018 (CLC).

### Morphologie urbaine

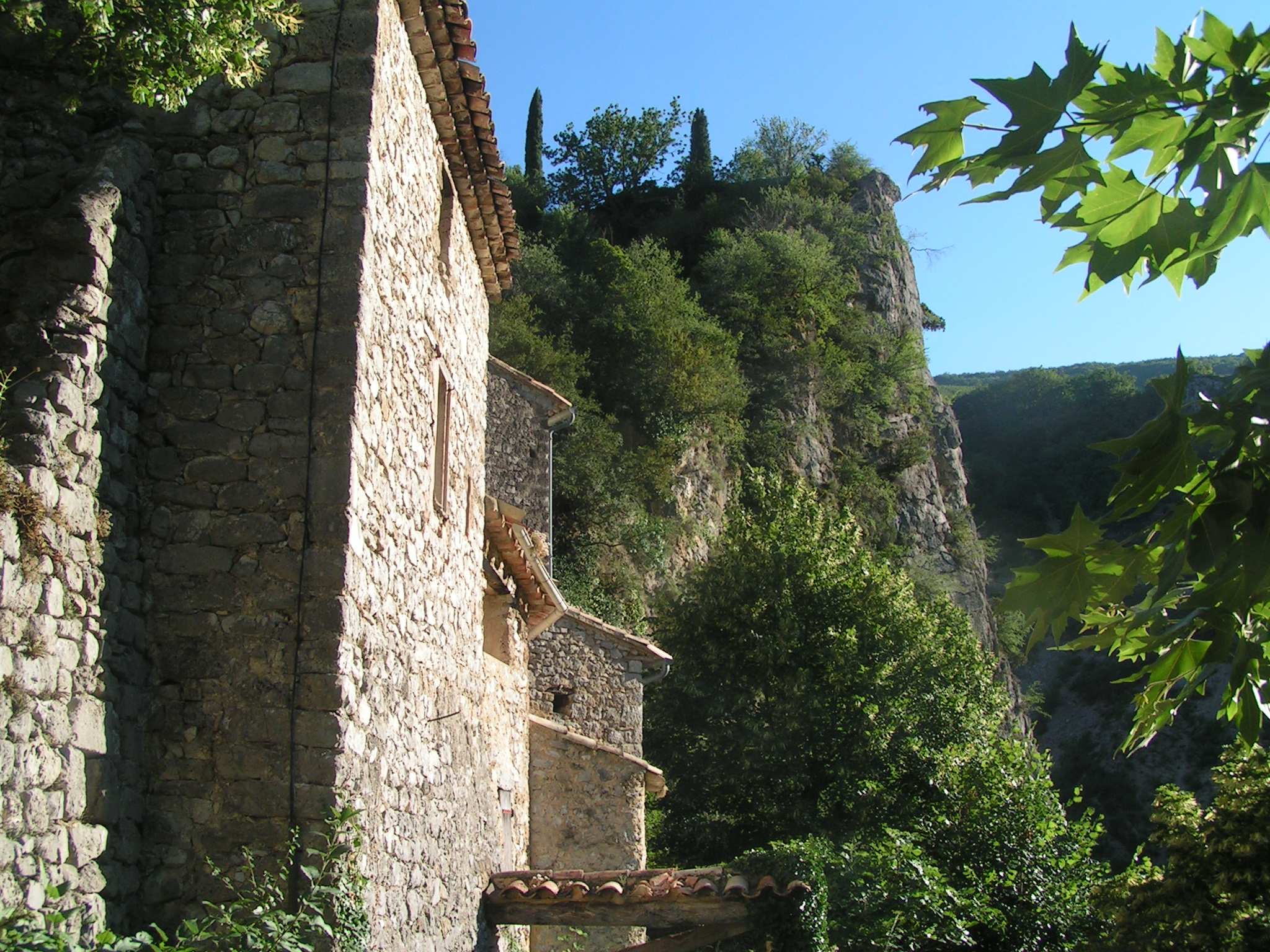
Le village de Saint-May.

## Toponymie

### Attestations
Dictionnaire topographique du département de la Drôme :
- 1183 : mention du prieuré : monasterium Sancti Marii (Massures de l'Île-Barbe, 117).
- 1251 : Sancti Marii castrum (cartulaire de l'Île-Barbe).
- 1262 : mention du prieuré : prioratus Sancti Marri (cartulaire de l'Île-Barbe, 62).
- 1529 : Sant Mays (archives hosp. de Crest).
- 1705 : Sainct Mary (dénombrement du royaume).
- 1891 : Saint-May, commune du canton de Rémuzat.

### Étymologie
Le toponyme Saint-May dérive de saint Marius, premier abbé de l'abbaye de Bodon[réf. nécessaire].

## Histoire
Pour un article plus général, voir Histoire de la Drôme.

### Du Moyen Âge à la Révolution
Au début du VIe siècle, une abbaye est fondée par saint Marius, Orléanais appelé par le premier évêque de Sisteron pour renforcer la communauté chrétienne de Sisteron.

L'abbaye, d'abord placée sous le patronage de saint Benoît dont elle suivait la règle, prit ensuite le nom de son fondateur.

La vallée garda le nom de Benoît, évoluant en Val-Bodon, ou Val-Benoit. Elle formait une enclave entre les diocèses de Gap, Vaison et Die. Cette enclave, appelée le Petit Diocèse, était administrée par l'évêque de Sisteron.
La seigneurie : au point de vue féodal, Saint-May est une terre du comté de Provence et du fief des abbés de l'Île-Barbe, dont la seigneurie appartenait au prieur du lieu.
En 850 ou 851, l'évêque Jean II de Sisteron donne plusieurs églises du Val-Bodon à l'abbaye Saint-May.
Au début du IXe siècle, l'évêque Arnulphe de Sisteron transfère les reliques de saint Mary à Forcalquier.
Au XIIIe siècle, l'abbaye dépendait de l'abbaye de l'Île Barbe.
Avant 1790, Saint-May était une paroisse du ressort du parlement et de l'intendance d'Aix, sénéchaussée, viguerie et diocèse de Sisteron.

Son église était celle d'un prieuré de bénédictins de la filiation de l'Île-Barbe, ayant remplacé dès le VIIIe siècle l'abbaye de Bodon (voir Saint-Laurent), et dont le titulaire était décimateur et collateur dans la paroisse.

#### Abbaye de Bodon
Dictionnaire topographique du département de la Drôme :
- (non daté)[réf. nécessaire] : mention de l'abbaye de Bodon : monasterium Bodanense (ancien bréviaire de Sisteron).
- IXe siècle : mention de l'abbaye de Bodon : monasterium Badonense (Martyr. d'Adon).
- (non daté)[réf. nécessaire] : mention de l'abbaye de Bodon : monasterium Babense (Martyr. romain).
- 1380 : mons Sancti Marii (archive du Rhône, fonds de l'Île-Barbe).
- XVIIe siècle : mention de l'abbaye de Bodon : Bodanensis abbatia conversa est in prioratu Insulae Barbarae (Mabillon, I, 132).
- 1701 : Beuvons (Baillet, Vie des saints, II, 384).
- 1777 : Beuvoux (Papon, Histoire de Provence, I, 274).
- 1891 : Saint-Laurent, mont, chapelle et hameau de la commune de Saint-May.

L'abbaye fut fondée au VIe siècle par saint Marius et ruinée deux cents ans plus tard. Elle fut convertie ensuite en un simple prieuré de la dépendance de l'abbaye de l'Île-Barbe.

### De la Révolution à nos jours
En 1790, la commune est comprise dans le canton de Rémuzat.

## Politique et administration

### Liste des maires
| Période                                  | Période                        | Identité          | Étiquette | Qualité     |
| ---------------------------------------- | ------------------------------ | ----------------- | --------- | ----------- |
| Les données manquantes sont à compléter. |                                |                   |           |             |
| mars 2001                                | 2014                           | Francis Rieu      |           |             |
| 2014                                     | 2020                           | Jean-Marc Bouvier | DVG       | agriculteur |
| 2020                                     | En cours (au 25 novembre 2020) | Alain Labrot      |           |             |

## Population et société

### Démographie
L'évolution du nombre d'habitants est connue à travers les recensements de la population effectués dans la commune depuis 1793. Pour les communes de moins de 10 000 habitants, une enquête de recensement portant sur toute la population est réalisée tous les cinq ans, les populations de référence des années intermédiaires étant quant à elles estimées par interpolation ou extrapolation. Pour la commune, le premier recensement exhaustif entrant dans le cadre du nouveau dispositif a été réalisé en 2005.

En 2022, la commune comptait 31 habitants, en évolution de −24,39 % par rapport à 2016 (Drôme : +2,64 %, France hors Mayotte : +2,11 %).
| 1793 | 1800 | 1806 | 1821 | 1831 | 1836 | 1841 | 1846 | 1851 |
| ---- | ---- | ---- | ---- | ---- | ---- | ---- | ---- | ---- |
| 213  | 196  | 234  | 277  | 283  | 307  | 265  | 245  | 226  |

| 1856 | 1861 | 1866 | 1872 | 1876 | 1881 | 1886 | 1891 | 1896 |
| ---- | ---- | ---- | ---- | ---- | ---- | ---- | ---- | ---- |
| 210  | 196  | 185  | 162  | 164  | 161  | 145  | 137  | 138  |

| 1901 | 1906 | 1911 | 1921 | 1926 | 1931 | 1936 | 1946 | 1954 |
| ---- | ---- | ---- | ---- | ---- | ---- | ---- | ---- | ---- |
| 136  | 137  | 138  | 114  | 102  | 93   | 92   | 70   | 59   |

| 1962 | 1968 | 1975 | 1982 | 1990 | 1999 | 2005 | 2006 | 2010 |
| ---- | ---- | ---- | ---- | ---- | ---- | ---- | ---- | ---- |
| 62   | 49   | 42   | 49   | 44   | 40   | 48   | 47   | 43   |

| 2015 | 2020 | 2022 | - | - | - | - | - | - |
| ---- | ---- | ---- | - | - | - | - | - | - |
| 41   | 33   | 31   | - | - | - | - | - | - |

### Enseignement
La commune est rattachée à l'académie de Grenoble.

### Manifestations culturelles et festivités
- Fête : le 10 août[1].

### Loisirs
- Pêche[1].
- Randonnées[1].

### Médias
Le territoire de la commune se situe dans l'aire de diffusion de plusieurs médias :
- Presse écrite
  - Le Dauphiné libéré, quotidien régional qui consacre, chaque jour, y compris le dimanche, un ou plusieurs articles à l'actualité du canton et de la commune, ainsi que des informations sur les éventuelles manifestations locales, les travaux routiers, et autres événements divers à caractère local.
  - L'Agriculture Drômoise, journal d'informations agricoles et rurales, couvre l'ensemble du département de la Drôme.
  - Drôme Hebdo (ancien Peuple Libre), hebdomadaire chrétien d'informations.
- Presse audio-visuelle
  - France Bleu est une radio publique diffusée sur son territoire.

## Économie
En 1992 la commune produisait de la lavande, des oliviers,des fruits (vergers) et des ovins.

## Culture locale et patrimoine

### Lieux et monuments
- Ancien village pittoresque sur un promontoire[1].
- Fontaine avec inscription[1].
- Église rustique[1] de Saint-May, récemment restaurée[réf. nécessaire].
- Cimetière du village, construit sur la plate-forme d'un ancien donjon. Les tombes s'y serrent de guingois[réf. nécessaire].

Au quartier Saint-Laurent : ruines de l'abbaye de Bodon (fondée au VIe siècle) : portique avec colonnes, fenêtres gothiques, sculptures.
- Elle est située sur le plateau Saint-Laurent, à 2 km du village de Saint-May.
- Elle était l'une des plus anciennes des Gaules. Sarrasins, Lombards, Saxons, Hongrois la saccagèrent tout à tour. Les guerres de Religion la détruisirent entièrement. Il n'en reste plus que des ruines éparses. La chapelle Saint-Marius, aménagé  dans l'ancien réfectoire des moines, est dédiée à saint Marius, premier abbé de l'abbaye de Bodon[réf. nécessaire].

### Patrimoine culturel
Le feuilleton Fabien de la Drôme diffusé en 1983 sur Antenne 2 fut tourné dans le village et ses alentours[réf. nécessaire].

### Patrimoine naturel
- Site de coquillage pétrifiés[1].

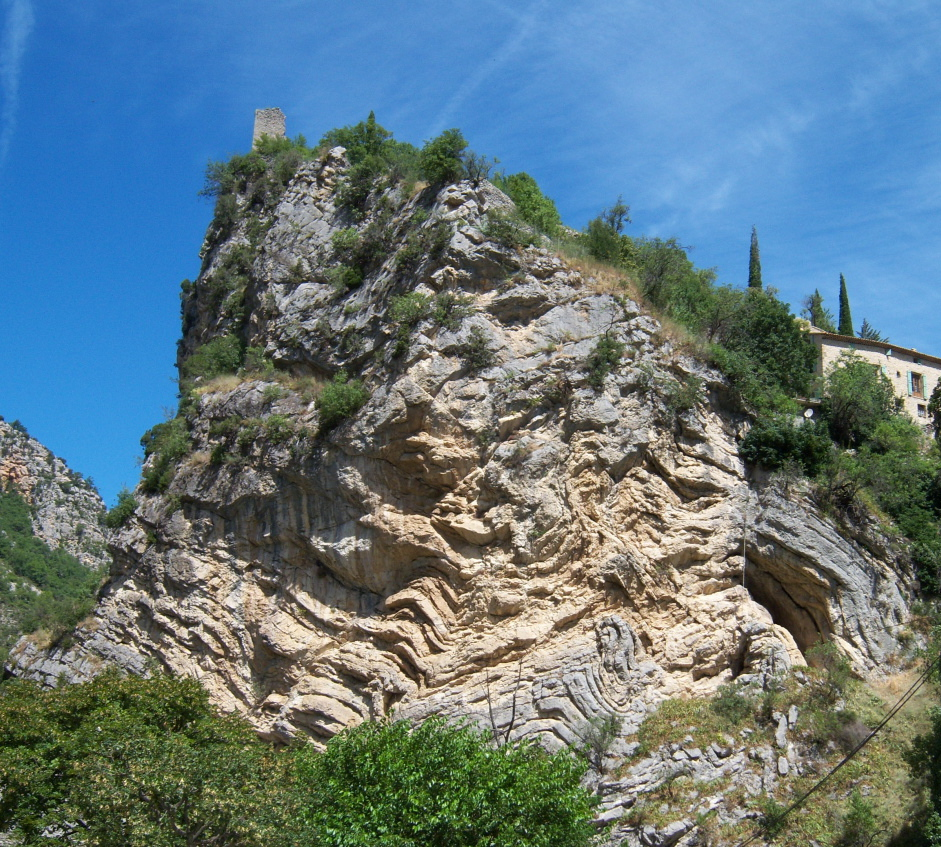
Rocher de Saint-May.

- Les falaises environnantes, comme le rocher du Caire, abritent plusieurs nids de vautours fauves (Gyps fulvus) réintroduits en 1996 depuis la commune voisine de Rémuzat située en contrebas.

Selon la légende, les vautours recherchent toujours le corps du saint qui avait été caché dans une cavité du rocher du Caire avant d'être transféré à Forcalquier.
En saison, on peut aussi voir des vautours moines (Aegypius monachus) et des vautours percnoptères (Neophron percnopterus)[réf. nécessaire].
- Grottes[1].

### Personnalités liées à la commune
- saint Marius (fin du Ve siècle-début du VIe siècle), premier abbé de l'abbaye de Bodon.

### Héraldique, logotype et devise
| Blason de Saint-May | Blason  | De sinople à deux fasces ondées d'argent surmontées d'un rocher du même[réf. nécessaire]. |
| Blason de Saint-May | Détails | L'Armorial des Communes de Provence (L. de Bresc) et l'Armorial de Charles d'Hozier mentionnent le blason décrit en alias[réf. nécessaire].                                                       |
| Blason de Saint-May | Alias   | De sinople au rocher d'argent posé entre deux rivières du même mouvant des deux flancs, se joignant à la pointe, le rocher sommé d'une colombe essorante d'argent, becquée et membrée de gueules. |